# Унгарски поход (1527 – 1528)
Унгарският поход е опит на Хабсбургите за завладяване на територията на бившето кралство Унгария, след злополучната за унгарците битка при Мохач (1526).
След битката при Мохач, османците са принудени да се оттеглят от Панонската низина, тъй като като събитията ангажират войската другаде в империята, и съответно налагат друг дневен ред за военни действия на султана.. От тяхното отсъствие се възползва Фердинанд I, който се опитва да наложи претенциите си за крал на Унгария. През 1527 г. той отблъсква османския васал Ян Заполя и завзема Буда, Дьор, Комаром, Гран и Секешфехервар до 1528 г. Междувременно османският султан не предприема никакви действия на този етап, въпреки молбите на васала си.

## Резултат
За австрийците военната кампания е много разочароваща. На 10 май 1529 г. Сюлейман Великолепни започва собствена контраатака, премахвайки всички придобивки на Фердинанд. Още по-голямо разочарование донася фактът, че много от завзетите крепости се предават без съпротива, допринасяйки за ускоряване на напредването. В резултат на това Сюлейман достига Виена и я обсажда.